# 先見
先見，是日本純種競賽馬匹。生涯活躍於中距離賽事，曾勝出2023年札幌紀念、以及於2023及2024年連霸金鯱賞，另外亦在覺士盾及三屆女皇盃中跑獲亞軍。

## 出賽前
2018年5月15日出生於北海道千歲市社台牧場，成長途中於一口馬主俱樂部Shadai Race Co. Ltd.進行馬主募集。
其後交由栗東訓練中心練馬師中內田充正訓練。

## 競賽生涯

### 3歲
2021年3月13日出戰阪神競馬場3歲未勝利戰，維持於先頭位置下於對面直路稍為放緩節奏，但於第四彎道再度加速衝出，最終1 1/4馬位優勢取得勝利。
其後挑戰分級賽每日盃，選擇保持於後方位置下於直路進入狀態，在外檔跑出優秀的末腳速度下僅敗於大帝及大魔幻師取得第三。
6月選擇出戰3歲一捷馬戰，於直路爆發速度下逐步迫近前方領放的指環魔力，最終以3馬位優勢勝出。
休養過後於11月21日出戰武田尾特別，繼續維持優勢的表現下於成功蠶食所有對手，以2 1/2馬位優勢取得冠軍。

### 4歲
2022年首戰為京橋錦標，繼續選擇後上戰術下在直路不斷迫近前方的賽駒，最終轟出全場最快末腳之下成功奪得三連勝。
再度休養過後於10月復出出戰表列賽仙后座錦標，比賽途中維持穩定的節奏等待時機，進入直路後開步不斷衝刺，但最終未能對領放馬頌讚角宿造成威脅，敗於對手取得第二。
12月10日出戰三級賽中日新聞盃，比賽初段進佔後方第二的位置維持穩定的速度，進入直路後繼續展現優秀的末腳速度衝刺，但未能挽回局勢下以第四完賽。

### 5歲
2023年以金鯱賞作為首戰，雖然出閘時稍為不利，但仍然可以修正並進佔內欄位置等待時機。進入直路後，其迅速抽出外檔位置展開加速，不斷奔襲之下逐步蠶食前方賽駒，最終於最後關頭成功超越保持領先優勢的Feengrotten取得首個分級賽冠軍。
其後原定出戰大阪盃，但右軀幹出現疲倦之下避戰並進入休養。
休養過後陣營決定安排其遠征香港出戰女皇盃，比賽初段其因漏閘而需要於後方位置推進，面對較為緩慢的步速其仍然處於此位置。進入直路後，其於中檔位置進入望空狀態並不斷加速，但最終仍然未能超越前方的浪漫勇士下取得第二。
回國後以札幌紀念作為調整，本次比賽其選擇居中戰術並處於馬群中央，但於對面直路提早抽出外檔位置發力，於第四彎道時經已進佔第二的位置。進入直路後，其繼續以過彎時的姿態不斷加速，於中段超越領先的技超卓下繼續拉開和對手的距離，最終以4馬位優勢完勝。
進入秋季後，其以秋季天皇賞為主要目標，賽前取得第三人氣。比賽開始後，其因為和隔壁的金積驥有所接觸以落後，選擇保持於後方位置穩定並逐步推進。進入直路後，其於最後方位置一舉加速衝前，超越大部份對手之下最終未能追上前方透出的春秋分及駿天宮，最終以第三的戰績完賽。
12月再度遠征香港並出戰香港盃，本次比賽其仍然採用較為後置的戰術，於第四彎道逐步抽出外檔加速。進入直路後，其繼續維持速度不斷衝刺，但未能進入狀態下僅跑獲第五。

### 6歲
進入2024年，其於年初休養充足後出戰金鯱賞。比賽開始後，其維持於後方約莫第十的位置緩步推進，但於通過第三彎道前逐步發力，於第三、四彎道之間經已進佔前方位置。進入直路後，其繼續沿內欄位置展開衝刺，中段成功突破之下越走越順，最終以5馬位戰勝堅韌力達成連霸。
4月第三度遠征香港並出戰女皇盃，本次比賽其選擇後上的戰術保持於後方位置，但於對面直路中後段開始抽出外檔並逐步加速。進入直路後，其繼續以不俗的速度展開衝刺，於最後關頭雖然成功超越領放馬北橋，但於其後被外檔上前的浪漫勇士壓制，最終以第二的戰績完賽。
返回日本後，其繼續和上年度一樣以札幌紀念作為目標，然而於比賽開始後因漏閘需要於後方位置推進，於第三、四彎道時候逐步加速。進入直路後，其嘗試於外檔位置逐步衝刺迫近前方，但最終仍然敗於北橋、地標圖形及星光速取得第四。
秋季陣營安排其前往澳洲遠征，以覺士盾作為目標，並由連達文策騎。比賽開始後，其逐步由所在位置進佔先頭，保持於約莫第二的位置展開推進，同時一直維持此節奏。通過彎道進入直路時，其仍然維持走勢逐步加速，但被瞬間衝出的精緻之道拉開下不敵對手，以第二完賽。
回國後增程出戰有馬紀念，比賽初段因漏閘而需要留後，於對面直路末段時嘗試上前取位，但於直路上仍然未能追上前方賽駒，最終僅跑獲第十一。

### 7歲
2025年首戰即為金鯱賞力爭三連霸，比賽初段因出閘時稍為失去平衡而未能順利搶位置，因而保持於後方位置等待時機，在第三、四彎道處開始抽出外檔準備加速。進入直路後，其於所在位置展開衝刺迫近前方賽駒，但受限於爛地下未能對前方對手造成太大威脅，最終以第六落敗。
其後繼續遠征香港出戰女皇盃，本次比賽選擇留後，一直處於隊伍最後方位置，直至第三彎道處才逐步抽出外檔。進入直路後，其在外檔位置完全望空加速，但仍然未能迫近前方佔據優勢的鍵琴高奏，最終在此賽事取得三連亞的戰績。
回國後，其被發現右前腳籽骨韌帶發炎，最終權衡下決定退役。

### 詳細賽績
| 日期       | 舉辦國家/地區 | 馬場   | 距離   | 級別 | 賽事名稱        | 負重 | 騎師     | 馬號 | 出馬 | 名次 | 時間     | 頭馬（二馬）    |
| ---------- | ------------- | ------ | ------ | ---- | --------------- | ---- | -------- | ---- | ---- | ---- | -------- | --------------- |
| 13/3/2021  | 日本          | 阪神   | 草2000 |      | 3歲未勝利       | 56   | 川田將雅 | 12   | 15   | 1    | 2:02.0   | （金飛羽）      |
| 27/3/2021  | 日本          | 阪神   | 草1800 | GIII | 每日盃          | 56   | 藤岡佑介 | 1    | 9    | 3    | 1:44.2   | 大帝            |
| 5/6/2021   | 日本          | 中京   | 草1600 |      | 3歲以上一捷馬戰 | 54   | 川田將雅 | 8    | 16   | 1    | 1:32.9   | （指環魔力）    |
| 21/11/2021 | 日本          | 阪神   | 草1800 |      | 武田尾特別      | 55   | 川田將雅 | 5    | 11   | 1    | 1:45.3   | （交鋒旋律）    |
| 9/4/2022   | 日本          | 阪神   | 草2000 |      | 京橋錦標        | 57   | 川田將雅 | 9    | 11   | 1    | 1:58.3   | （重整思想）    |
| 30/10/2022 | 日本          | 阪神   | 草1800 | L    | 仙后座錦標      | 56   | 岩田望來 | 7    | 15   | 2    | 1:46.2   | 頌讚角宿        |
| 10/12/2022 | 日本          | 中京   | 草2000 | GIII | 中日新聞盃      | 56   | 藤岡佑介 | 6    | 18   | 4    | 1:59.5   | 絕技            |
| 12/3/2023  | 日本          | 中京   | 草2000 | GII  | 金鯱賞          | 57   | 川田將雅 | 12   | 12   | 1    | 1:59.8   | （Feengrotten） |
| 30/4/2023  | 香港          | 沙田   | 草2000 | GI   | 女皇盃          | 57   | 潘頓     | 6    | 7    | 2    | 2:02.23  | 浪漫勇士        |
| 20/8/2023  | 日本          | 札幌   | 草2000 | GII  | 札幌紀念        | 58   | 川田將雅 | 13   | 15   | 1    | 2:01.5   | （技超卓）      |
| 29/10/2023 | 日本          | 東京   | 草2000 | GI   | 秋季天皇賞      | 58   | 川田將雅 | 9    | 11   | 3    | 1:55.8   | 春秋分          |
| 10/12/2023 | 香港          | 沙田   | 草2000 | GI   | 香港盃          | 57   | 川田將雅 | 3    | 11   | 5    | 2:02.15  | 浪漫勇士        |
| 10/3/2024  | 日本          | 中京   | 草2000 | GII  | 金鯱賞          | 58   | 川田將雅 | 4    | 13   | 1    | 1:57.6   | （堅韌力）      |
| 28/4/2024  | 香港          | 沙田   | 草2000 | GI   | 女皇盃          | 57   | 川田將雅 | 4    | 11   | 2    | 2:01.1   | 浪漫勇士        |
| 18/8/2024  | 日本          | 札幌   | 草2000 | GII  | 札幌紀念        | 58   | 川田將雅 | 11   | 12   | 4    | 2:00.1   | 北橋            |
| 26/10/2024 | 澳洲          | 滿利谷 | 草2040 | GI   | 覺士盾          | 59   | 連達文   | 9    | 2    | 2    | 記錄缺失 | 精緻之道        |
| 22/12/2024 | 日本          | 中山   | 草2500 | GI   | 有馬紀念        | 58   | 三浦皇成 | 10   | 14   | 11   | 2:32.6   | 蕾麗宮          |
| 16/3/2025  | 日本          | 中京   | 草2000 | GII  | 金鯱賞          | 58   | 西村淳也 | 8    | 10   | 6    | 2:02.3   | 皇后徑          |
| 27/4/2025  | 香港          | 沙田   | 草2000 | GI   | 女皇盃          | 57   | 麥道朗   | 2    | 11   | 2    | 2.00.8   | 鍵琴高奏        |

## 退役後
退役後，先見成為了配種馬，於北海道日高町育馬者Stallion Station休養，在2026年配種。首批子嗣將於2027年出生，可於2029年出賽。

## 血統簡介
父系大震撼爲日本賽駒，爲日本賽馬史上第二匹無敗三冠馬，生涯出戰十四場賽事僅得兩場未能勝出，退役後配種成績亦極爲優秀。祖父週日寧靜是美國三冠賽雙軍馬，退役後在日本配種，在日本馬壇相當成功，贏得多項分級賽事，其子嗣贏得巨額獎金。
母系Velda為英國生產的意大利賽駒，生涯僅勝出兩場賽事。外祖父天文台為美國生產的英國賽駒，生涯戰績優秀，曾勝出女皇伊利沙伯二世錦標及伊斯巴翰錦標。

### 血統表
| 父線：週日寧靜系（Halo系）                       |                          |              |                 |
| 種馬 大震撼 2002年（棗色）                       | 週日寧靜 1986年（棕色）  | Halo         | Hail to Reason  |
| 種馬 大震撼 2002年（棗色）                       | 週日寧靜 1986年（棕色）  | Halo         | Cosmah          |
| 種馬 大震撼 2002年（棗色）                       | 週日寧靜 1986年（棕色）  | Wishing Well | Understanding   |
| 種馬 大震撼 2002年（棗色）                       | 週日寧靜 1986年（棕色）  | Wishing Well | Mountain Flower |
| 種馬 大震撼 2002年（棗色）                       | 風中秀髮 1991年（棗色）  | Alzao        | 利法爾          |
| 種馬 大震撼 2002年（棗色）                       | 風中秀髮 1991年（棗色）  | Alzao        | Lady Rebecca    |
| 種馬 大震撼 2002年（棗色）                       | 風中秀髮 1991年（棗色）  | Burghclere   | Busted          |
| 種馬 大震撼 2002年（棗色）                       | 風中秀髮 1991年（棗色）  | Burghclere   | Highclere       |
| 繁殖雌馬 Velda 2006年（栗色）                    | 天文台 1997年（栗色）    | Distant View | 淘金者          |
| 繁殖雌馬 Velda 2006年（栗色）                    | 天文台 1997年（栗色）    | Distant View | Seven Springs   |
| 繁殖雌馬 Velda 2006年（栗色）                    | 天文台 1997年（栗色）    | Stellaria    | 雷弼圖          |
| 繁殖雌馬 Velda 2006年（栗色）                    | 天文台 1997年（栗色）    | Stellaria    | Victoria Star   |
| 繁殖雌馬 Velda 2006年（栗色）                    | Viavigoni 2001年（栗色） | 德高望重     | Darshaan        |
| 繁殖雌馬 Velda 2006年（栗色）                    | Viavigoni 2001年（栗色） | 德高望重     | Homage          |
| 繁殖雌馬 Velda 2006年（栗色）                    | Viavigoni 2001年（栗色） | Val d'Erica  | Ashmore         |
| 繁殖雌馬 Velda 2006年（栗色）                    | Viavigoni 2001年（栗色） | Val d'Erica  | Laconia         |
| 雌系：美寶莉系（號族：14-c)                      |                          |              |                 |
| 五代內近親交配：Hail to Reason 4×5、北地舞人 5×5 |                          |              |                 |

## 命名由來
名字Prognosis（プログノーシス）於希臘語中，帶有预知的意思，香港則取其意，翻譯為「先見」。

## 外部連結
- 先見 netkeiba.com
- 血統表